# عمر شاشية

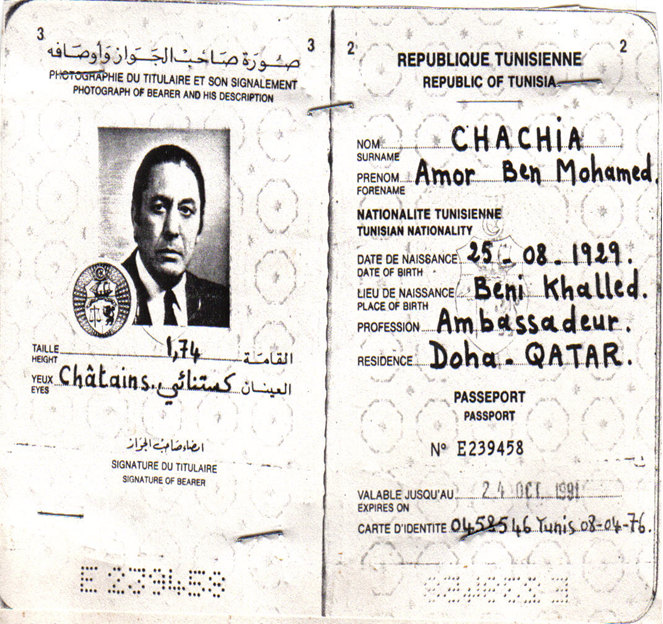

عمر شاشية رجل سياسي تونسي. ولد في 25 أغسطس 1927 و توفي في 9 يناير 2007. هو من مدينة بني خلاد، حيث درس المرحلة الابتدائية. تلقى تعليمه الثانوي والجامعي في جامع الزيتونة وحصل منها على شهادة ختم التعليم. عين مديرا لمصلحة السجون. كان واليا لكل من نابل وسوسة والقيروان.
تولى عام 1985 منصب سفير البلاد التونسية في قطر.